# Eduardo Orrego Villacorta
Eduardo Orrego Villacorta (Chiclayo, 12 de septiembre de 1933-Lima, 23 de diciembre de 1994) fue un arquitecto y político peruano. Miembro histórico de Acción Popular, fue alcalde de la ciudad de Lima durante el periodo 1981-1983 y ministro de Transportes y Comunicaciones durante el segundo gobierno de Fernando Belaúnde Terry, desde julio hasta agosto de 1980. Fue también parte de la plancha presidencial de Mario Vargas Llosa por el Frente Democrático durante las elecciones del año 1990.

## Biografía
Eduardo Orrego nació en la ciudad de Chiclayo, ubicado en la región peruana de Lambayeque, el 12 de septiembre de 1933. Fue hijo de Agustín Orrego Herrera y de María Isabel Villacorta Arana.
Se trasladó a la ciudad de Lima e ingresó a la Universidad Nacional de Ingeniería, donde estudió la carrera de Arquitectura y se tituló luego en el año 1956. Ese mismo año, Orrego formó parte del Frente Nacional de Juventudes Democráticas, movimiento político universitario que lanzó la candidatura del arquitecto Fernando Belaúnde Terry a la presidencia de la república para las elecciones generales del año 1963, la cual tuvo éxito tras resultar elegido como presidente del Perú. Orrego también formó parte de la fundación de Acción Popular, partido político de Fernando Belaúnde.
Luego del golpe de Estado militar en el año 1968, Orrego fue opositor al gobierno del general Juan Velasco Alvarado. Entre 1977 y 1978, fue elegido como decano del Colegio de Arquitectos del Perú.
Tras la convocatoria del presidente militar Francisco Morales Bermúdez a elecciones presidenciales para el año 1980, Orrego colaboró con la segunda candidatura presidencial de Fernando Belaúnde Terry, siendo esta vez por su partido político Acción Popular. Belaúnde logró nuevamente ser elegido como presidente del Perú y el 28 de julio de ese mismo año, tras juramentar en el Congreso de la República, designó a su primer gabinete ministerial de su segundo gobierno, siendo encabezado por el abogado Manuel Ulloa Elías. Belaúnde juramentó también a Eduardo Orrego como su primer ministro de Transportes y Comunicaciones, sin embargo, Orrego se mantuvo en el cargo el 11 de agosto de 1980, fecha en la que decidió renunciar tras decidir participar en las elecciones municipales de ese mismo año.

### Alcalde de Lima
En las elecciones municipales del año 1980, Eduardo Orrego fue elegido por su partido como candidato a la alcaldía de la Municipalidad de Lima. Durante la contienda electoral, Orrego tuvo como competencia a los candidatos Alfonso Barrantes de la coalición política Izquierda Unida y Ricardo Amiel del Partido Popular Cristiano. Finalmente el mismo día de las elecciones, Eduardo Orrego fue elegido y proclamado como el nuevo alcalde de la ciudad de Lima, logrando también el triunfo de Acción Popular en la mayoría de los distritos de todo Lima.
El 1 de enero de 1981, Eduardo Orrego juramentó como alcalde de Lima para el periodo municipal 1981-1983 y durante su gestión tuvo planificado el desarrollo de la ciudad Lima e hizo esfuerzos para frenar el deterioro del Centro histórico de Lima. Orrego convirtió el Jirón de la Unión, calle cercana al Centro de Lima, en un paseo peatonal y reunió a los vendedores ambulantes en un centro comercial denominado "Polvos Azules", que actualmente está ubicado en la entrada del distrito de La Victoria. Además, proyectó e inició la ejecución de un ambicioso plan de desarrollo a largo plazo para la ciudad capital, cuya continuación dejó para sus sucesores entre ellos el trébol de la avenida Javier Prado con la vía Evitamiento que fue inaugurado posteriormente por el alcalde Ricardo Belmont.
En su gestión también se creó la Asociación de Municipalidades del Perú (AMPE), siendo su primer presidente hasta el final de su mandato.
Orrego se mantuvo en el cargo hasta el día final de su gestión el 31 de diciembre de 1983, donde fue sucedido en el cargo por Alfonso Barrantes de Izquierda Unida.

### Elecciones de 1990
En el año 1989, el escritor Mario Vargas Llosa decidió postular a la presidencia del Perú para las elecciones generales del año 1990 y el Movimiento Libertad, partido político de Vargas Llosa, formó una alianza con Acción Popular y el Partido Popular Cristiano, partidos políticos de Fernando Belaúnde Terry y Luis Bedoya Reyes, para luego ser denominada como el Frente Democrático. Posteriormente se decidió que cada partido tenga una cuota en la plancha presidencial, siendo Eduardo Orrego de Acción Popular en la primera vicepresidencia y Ernesto Alayza Grundy del PPC en la segunda vicepresidencia.
Durante la campaña electoral Vargas Llosa tuvo competencia contra Alberto Fujimori, candidato presidencial de Cambio 90 con quien terminó pasando a segunda vuelta electoral y luego terminó venciendo a Vargas Llosa con la mayoría de votos preferenciales. Ante esto, Orrego decidió alejarse de la contienda política y solo dedicarse a las actividades partidarias de Acción Popular.
Posteriormente tras el autogolpe de estado del 5 de abril de 1992 decretado por Alberto Fujimori, Orrego pasó a formar parte de la oposición hasta su fallecimiento. 

## Fallecimiento
El 23 de diciembre de 1994, Eduardo Orrego falleció a los 61 años en la ciudad de Lima, víctima de un cáncer.